# Laubusbach
Der Laubusbach ist ein knapp vierzehn Kilometer langer Mittelgebirgsbach im Taunus. Er entspringt im östlichen Hintertaunus nordöstlich von Wolfenhausen und mündet bei Oberbrechen von rechts in den Emsbach.

## Geographie
Die Quelle befindet sich etwa zwei Kilometer von Wolfenhausen entfernt im Walddistrikt „Laubus“, unterhalb der Landstraße 3063. Er fließt durch Wolfenhausen, wo er bis unterhalb des Ortes auch noch Wolfenhauserbach heißt. In diesem Bereich mündet der Herrnwiesbach der auch im „Laubus“, unmittelbar an der Hessenstraße, entspringt. Im weiteren Bachverlauf, talabwärts, in das mühlenreiche Laubusbachtal mit den Dörfern,  Münster und Weyer, in den Goldenen Grund durch Oberbrechen. In der Nähe von Oberbrechen ist die Mündung in den Emsbach.

## Bilder

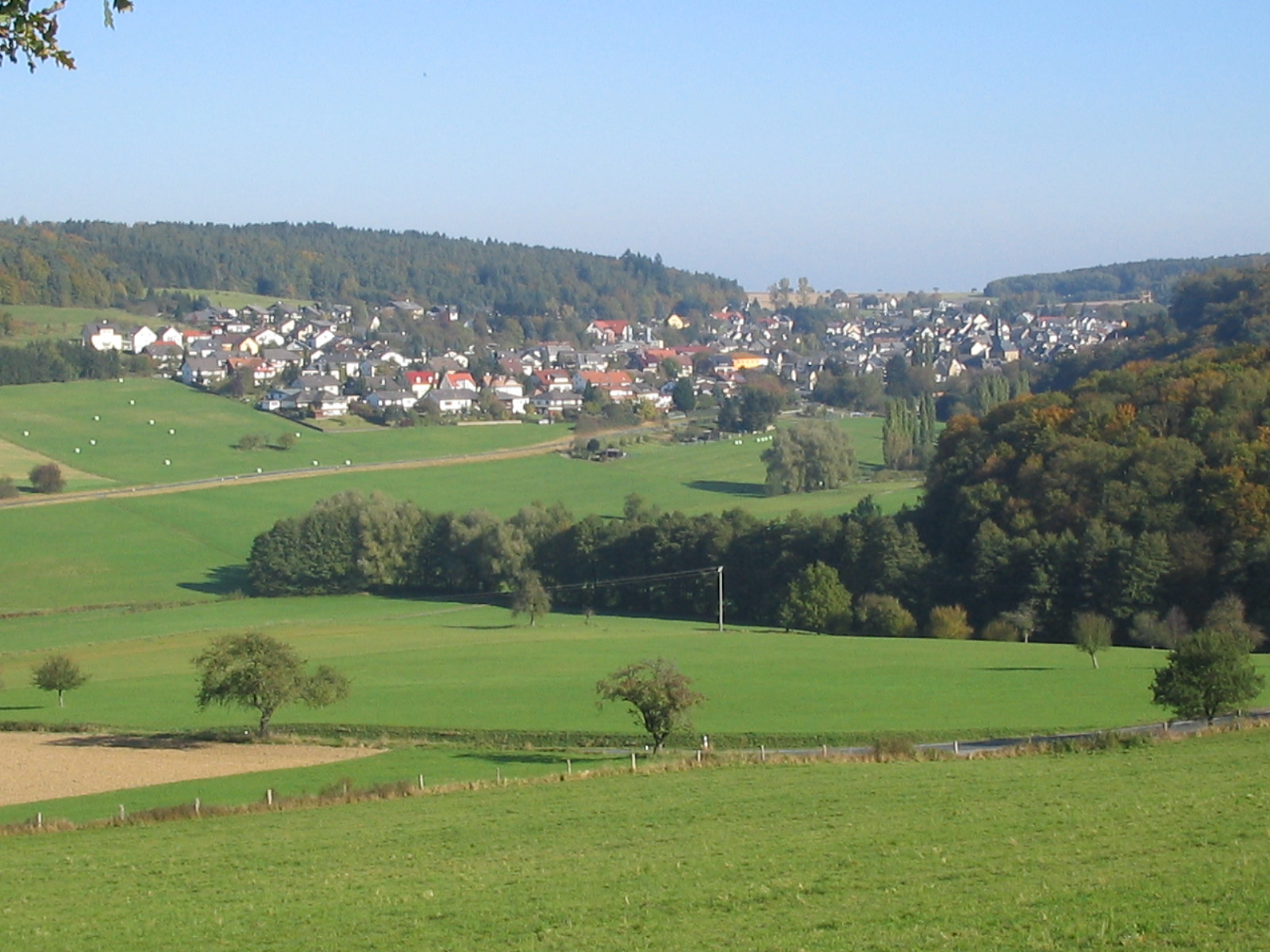
Oberes Tal des Laubusbachs mit Wolfenhausen
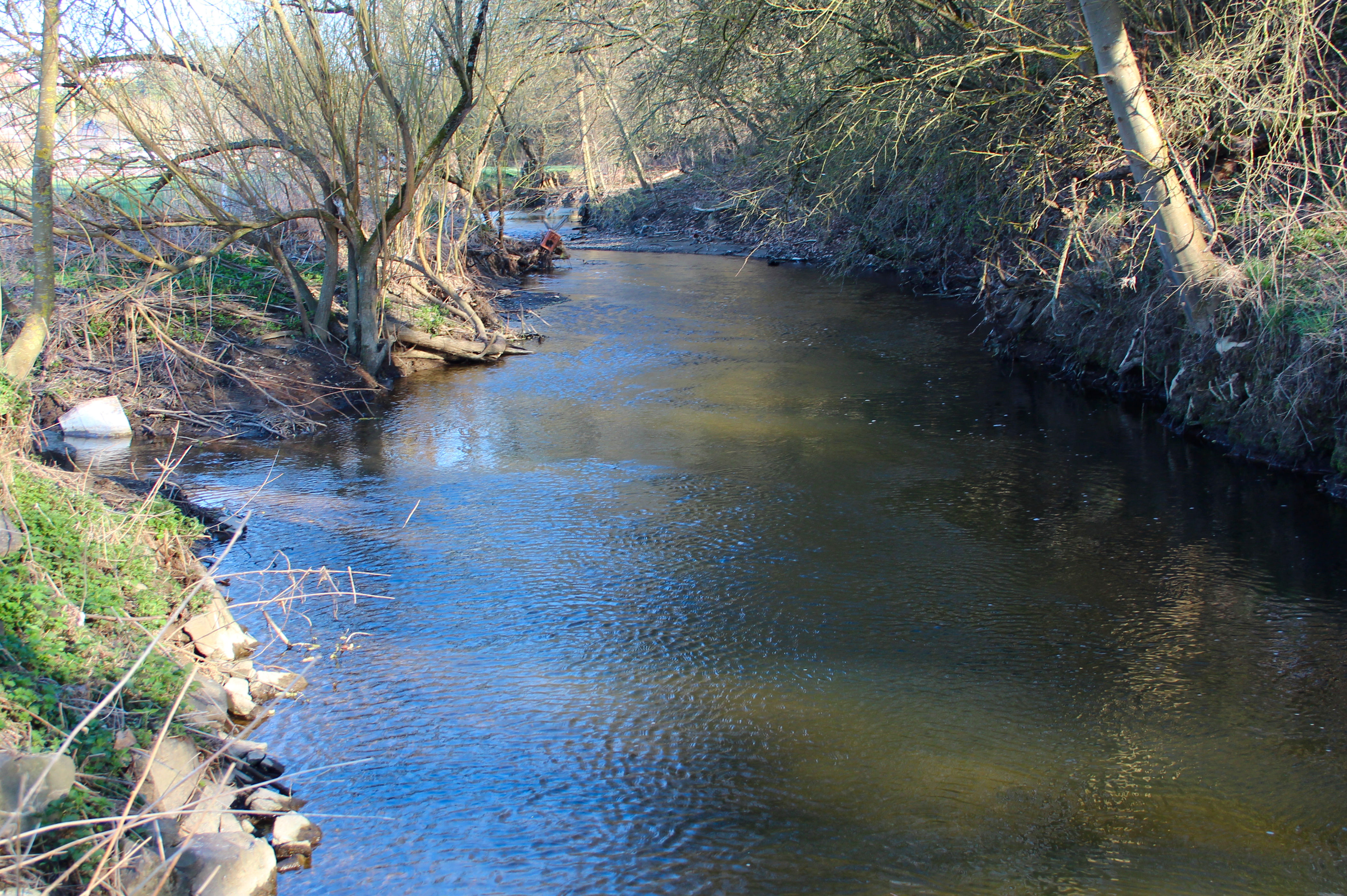
Zufluss des Laubusbach (links) in den Emsbach bei Oberbrechen